# Ernstia quadriradiata
Ernstia quadriradiata é uma espécie de esponja calcária do gênero Ernstia do Brasil.